# عقود با ثمن شناور
عقد با ثمن شناور، عبارت است از عقودی که در حین انعقاد، ثمن در آنها معین نبوده و تعیّن ثمن وابسته به زمان آینده، یا نظر شخص ثالث باشد.این نوع عقود بر مبنای قانون مدنی ایران باطلند.بر مبنای قانون مدنی ایران، در کلیه عقود معوض مالی، مورد معامله و ثمن بایستی معلوم و معین باشد.در این خصوص ماده 190 و 216 قانون مدنی ایران مقررات عامی درباره کلیه عقود، به جز عقودی که علم اجمالی نسبت به موضوع آن کافی است(همچون هبه یا صلح در مقام رفع تنازع یا محاباتی)وضع نموده است.در احکام بیع نیز نظیر این مقررات وجود دارد (مواد 338و342 قانون مدنی)که در سایر عقود مالی دیگر هم از این احکام استفاده می‌شود.